# Meyrié
Meyrié är en kommun i departementet Isère i regionen Auvergne-Rhône-Alpes i sydöstra Frankrike. Kommunen ligger i kantonen Bourgoin-Jallieu-Sud som tillhör arrondissementet La Tour-du-Pin. År 2022 hade Meyrié 1 088 invånare.

## Befolkningsutveckling
Antalet invånare i kommunen Meyrié
Referens:INSEE